# Jodis niveovenata
Jodis niveovenata är en fjärilsart som beskrevs av Charles Oberthür 1916. Jodis niveovenata ingår i släktet Jodis och familjen mätare. Inga underarter finns listade i Catalogue of Life.